# Església de la Mare de Déu de la Soledat
L'Església de la Mare de Déu de la Soledat a Santa Maria del Camí o també Es Convent és l'església de l'antic Convent de la Soledat de Santa Maria del Camí. Està situada a la barriada dels Hostals confrontant amb el carrer Llarg i la carretera d'Inca.
L'església es va construir sota la direcció del mestre picapedrer Lluc Mesquida. Les despeses de la construcció, sense comptar la sagristia, costaren 3.100 lliures, 16 sous i 2 diners. L'impulsor de les obres va ser Miquel Canals Mas, provincial de l'ordre dels Mínims. La benedicció es va produir el 24 d'agost de 1697.

## Descripció
L'església, d'estil barroc, té planta rectangular d'una sola nau sostenguda per vuit columnes i comptava amb deu capelles: la Puríssima, Sant Josep, Sant Miquel, Sant Erasme, Nostra Senyora de la Corona, Sant Vicenç, Sant Francesc de Sales, Sant Sebastià, Sant Francesc de Paula i Sant Crist. En l'actualitat les capelles són nou: Sant Francesc de Paula, Sant Primitiu, El Perpetu Socors, Sant Josep, Santa Caterina Tomàs, el Cor de Jesús, La Mare de Déu de Lourdes, la Immaculada i el Sant Crist. La capçalera és absidal i coberta de volta reforçada per vuit pilars. El portal major, allindanat amb trencaaigües i motllures en els laterals, està situat a la façana principal. Al mig hi ha un petit rosetó i sobre el portal l'escut de la família Conrado. La façana està rematada per un coronament horitzontal. L'església també té un portal lateral.
Entre les imatges col·locades al presbiteri hi havia la Verge de la Soledat, Sant Francesc de Paula, Sant Crist (ara a la Parròquia i Sant Francesc de Sales.